# Daphne (Alabama)
Daphne è un comune dell'Alabama, situata nella Contea di Baldwin. La popolazione al censimento del 2000 era di 16.581 abitanti, passati a 18.996 secondo una stima del 2006.

## Città e paesi vicini
- Spanish Fort
- Fairhope
- Loxley
- Alabama
- Silverhill
- Robertsdale
- Mobile
- Summerdale

## Geografia fisica
Daphne è situata a 30°37'52.640" N, 87°53'11.184" O. L'U. S. Census Bureau certifica che la città occupa un'area totale di 36,50 km², di cui 34,90 km² composti da terra e i rimanenti 1,60 km² composti da acqua. Daphne è una delle tre città conosciute come "The Eastern Shore", che sono: Spanish Fort al nord, Daphne al centro e Fairhope al sud.

## Società

### Evoluzione demografica
Al censimento del 2000, risultano 16.581 abitanti, 6.563 nuclei familiari e 4.670 famiglie residenti in città. La densità della popolazione è di 475,10 ab./km². Ci sono 7.222 alloggi con una densità di 207,00/km². La composizione etnica della città è 85,33% bianchi, 12,35% neri o afroamericani, 0,30% nativi americani, 0,61% asiatici, 0,01% isolani del Pacifico, 0,43% di altre razze, e 0,97% meticci. L'1,53% della popolazione è ispanica.
Dei 6.563 nuclei familiari, il 34,20% ha figli di età inferiore ai 18 anni che vivono in casa, il 58,60% sono coppie sposate che vivono assieme, il 9,80% è composto da donne con marito assente, e il 28,80% sono non-famiglie. Il 24,60% di tutti i nuclei familiari è composto da singoli e il 5,50% da singoli con più di 65 anni di età. La dimensione media di un nucleo familiare è di 2,50 mentre la dimensione media di una famiglia è di 3,01.
La suddivisione della popolazione per fasce d'età è la seguente: 25,60% sotto i 18 anni, 6,90% dai 18 ai 24, 31,60% dai 25 ai 44, 25,60% dai 45 ai 64, e 10,30% oltre i 65 anni. L'età media è 38 anni. Per ogni 100 donne ci sono 94,90 uomini. Per ogni 100 donne sopra i 18 anni ci sono 92,40 uomini.
Il reddito medio di un nucleo familiare è di 52.603$, mentre per le famiglie è di 61.563$. Gli uomini hanno un reddito medio di 46.576$ contro i 29.052$ delle donne. Il reddito pro capite della città è di 25.597$. Il 4,50% della popolazione e il 2,60% delle famiglie è sotto la soglia di povertà. Sul totale della popolazione, il 4,50% dei minori di 18 anni e il 7,00% di chi ha più di 65 anni vive sotto la soglia di povertà.